# Hemayel Martina
Hemayel Michael Anthony Martina (Curaçao, 24 oktober 1990 - 29 januari 2011) was een Curaçaos dichter. Zijn talent als dichter en zijn spirituele gedachten waren een voorbeeld voor jongeren in Curaçao.
Martina begon op zeventienjarige leeftijd gedichten voor jongeren te schrijven toen hij studeerde aan de International School of Curaçao. Deze gedichten zijn later verzameld in een boek, met van elk gedicht naast elkaar een Papiamentstalige en een Engelse versie. Het boek heeft twee titels: Ansestro Preokupá Sosegá en Worried Ancestor Rest in Peace. De gedichten gaan over politiek, muziek, sport en een aantal personen die een belangrijke bijdrage hebben geleverd aan Martina's vaderland Curaçao, zoals Sablika, René Römer, Angel Job, Maria Boskaljon en Efraïn Jonckheer. Het was een lofzang op het eiland en zijn mensen, maar zonder door te slaan naar blind nationalisme. Het erkende de diversiteit van Curaçao, zonder weg te lopen bij de Afro-Curaçaose erfenis van het eiland.
Nadat hij enige tijd in Leiden had gewoond en gestudeerd aan Webster University, tourde hij door Curaçao met zijn vriend, musicus Levi Silvanie. Ze traden in verschillende plaatsen op met een combinatie van gedichten en Silvanies muziek. Ze organiseerden ook een avond met poëzie en muziek op de lokale televisie. In december 2010 tourde hij door Zuid-Afrika.
Op 29 januari 2011 overleed Martina tijdens een tournee in Curaçao aan de gevolgen van een auto-ongeluk. Hij is in Curaçao begraven.
Na zijn overlijden werd de Fundashon Hemayel M.A. Martina opgericht, gewijd aan het inspireren en empoweren van de jeugd van Curaçao om een actieve bijdrage te leveren aan de ontwikkeling van hun samenleving. In april 2021 werd de Woordkunstwedstrijd van de ABC-eilanden gewijd aan Hemayel Martina. Postuum verscheen Na mi manera (Op mijn manier), een tweede gedichtenbundel.